# Bamberger Rudergesellschaft von 1884
Die Bamberger Rudergesellschaft von 1884 (kurz: BRG) ist ein Sportverein in Bamberg, direkt an der Regnitz.

## Geschichte
Der Verein wurde am 20. Mai 1884 in der Nähe des Ortes Bug, einem Ortsteil Bambergs, von vier Männern gegründet.

## Bamberger Ruder-Regatta
1902 wurde die erste Regatta von der Rudergesellschaft ausgerichtet, damals noch auf der Regnitz. Zwischen den Weltkriegen wurden vereinzelt Regatten abgehalten. 1956 wurde dann die erste Regatta nach dem Zweiten Weltkrieg ausgerichtet. Da der durch die Strecke führende Ludwig-Donau-Main-Kanal verlegt wurde, versandete die Strecke. Später wurde auch noch ein Wehr gebaut, welches die Regattafähigkeit weiter einschränkte.
1959 wurden die ersten Pläne zum Bau des Main-Donau-Kanals diskutiert. Die Bamberger Rudergesellschaft von 1884 wollte für den Kanal eine Regattastrecke mit einer 2.000 Meter Gerade und Platz für sechs Bahnen. Dies hätte aber Mehrkosten von zwei Millionen Mark ausgemacht, welche niemand tragen wollte. Schließlich wurden es vier Bahnen und ein Zielturm. 1968 wurde in der Nähe Bugs, auf dem Main-Donau-Kanal die erste Regatta, mit etwa 500 Sportlern, veranstaltet. 2001 erreichte die Regatta einen Melderekord: Es meldetet 95 Rudervereine mit 1800 Teilnehmern mit 917 Booten. Insgesamt werden 295 Rennen über 1000 und 3000 Meter ausgefahren. Die 50. Regatta fand 2012 statt.

## Bekannte Mitglieder
- Waldemar Beck, Teilnahme an den Olympischen Sommerspielen 1952 im Doppelzweier mit Gerhard Füßmann,[4][5] Deutscher Meister 1952 im Einer[6] und im gleichen Jahr im Doppelzweier mit Gerhard Füßmann.[7]
- Gerhard Füßmann, Teilnahme an den Olympischen Sommerspielen 1952 im Doppelzweier mit Waldemar Beck,[4][5] Deutscher Meister 1952 im Doppelzweier ebenso mit Waldemar Beck.[7]
- Josef Schneider, Karl-Heinz Beilstein, Rainer Schmitt und Rainer Dachwald wurden 1970 im Vierer ohne Steuermann Vizemeister auf dem Deutschen Meisterschaftsrudern.[5][8]
- Ingrid Hätscher lernte das Rudern bei der Bamberger Rudergesellschaft. Wechselte später zum Akademischen Ruderclub Würzburg[5]